# 奈良県立ろう学校
奈良県立ろう学校（ならけんりつ ろうがっこう）は、奈良県大和郡山市丹後庄町にある県立聾学校。聴覚障害のある乳児・幼児・児童・生徒が学ぶ。全国で唯一の教育推進の評価がある。

## 概要

### 所在地
- 〒639-1122 奈良県大和郡山市丹後庄町456

### アクセス
- 近鉄 橿原線 筒井駅 から徒歩約15分

### 校長
- 山中俊和

## 設置学部
- 早期教育部（0～2歳：ひよこぐみ）
- 幼稚部
- 小学部
- 中学部
- 高等部
  - 普通科
  - 産業システム科
  - 生活情報科

## 歴史
- 1920年（大正9年）3月31日 - 油阪にて奈良盲唖学校として開校。
- 1931年（昭和6年）4月1日 - 県に移管となり、奈良県立盲唖学校と改称。
- 1937年（昭和12年）4月1日 - 中学部を設置。
- 1947年（昭和22年）4月1日 - 高等部（被服科・木材工芸科）設置
- 1949年（昭和24年）4月7日 - 盲学校と聾学校分離、奈良県立奈良聾学校と改称。
- 1958年（昭和33年）4月1日 - 幼稚部を設置。木材工芸科を工芸科に改称。
- 1969年（昭和44年）3月27日 - 現在地に新築・移転。
- 1969年（昭和44年）4月1日 - 奈良県立ろう学校と改称。
- 1973年（昭和48年）4月1日 - 工芸科を産業工芸科に改称。
- 1978年（昭和53年）4月1日 - 早期教育部を設置。
- 1984年（昭和59年）4月1日 - 高等部普通科を設置。
- 1996年（平成8年）4月1日 - 産業工芸科を産業システム科に、被服科を生活情報科に学科改編。